# Skellig Islands
Skellig Islands eller Skellig-øerne (irsk: Na Scealaga), engang kendt som " Skellocks", er to små, stejle og klipperige øer, der ligger omkring 13 kilometer vest for Bolus Head på Iveragh-halvøen i County Kerry i Irland. Den største af de to er Skellig Michael (også kendt som Great Skellig), som sammen med Little Skellig er i centrum af et 364 hektar stort vigtigt fugleområde etableret af BirdWatch Ireland i 2000. Skellig Michael er også berømt for et tidligt kristent kloster, der er på UNESCOs verdensarvsliste.

## Lille Skellig
Den mindste af de to øer er Lille Skellig (Sceilig Bheag på irsk). Den huser Irlands største koloni af suler (Morus bassanus) med næsten 30.000 par, og er lukket for offentligheden. Den er også en af verdens største nordlige sulekolonier og er af international betydning. Øen er 134 meter høj og ligger cirka 1,5 km østnordøst for Skellig Michael.

## Skellig Michael
Også kendt som Great Skellig (Sceilig Mhichíl på irsk  ), og er den største af de to øer, med to toppe, der stiger til over 230 over havets overflade. Med et kristent kloster fra det sjette århundrede beliggende på 160 meter over havets overflade på en afsats tæt på toppen af den nederste top, Great Skellig er udpeget som et UNESCOs verdensarvssted .

## Dyreliv
Begge Skellig-øerne er kendt for deres havfuglekolonier, og udgør tilsammen et af de vigtigste havfuglelokaliteter i Irland, både for bestandsstørrelsen og for artsdiversiteten. Blandt de ynglende fugle er lille stormsvale (Hydrobates pelagicus), nordlige sule, mallemuk (Fulmarus glacialis), almindelig skråpe (Puffinus puffinus), ride (Rissa tridactyla), almindelig lomvie (Uria aalge), alk (Alca torda ) og atlantisk søpapegøje ( Fratercula arctica ) (med 4.000 eller flere søpapegøjer alene på Store Skellig). alpekrage ( Pyrrhocorax pyrrhocorax ) og vandrefalk ( Falco peregrinus ) kan også ses.
De omkringliggende farvande har et rigt dyreliv med mange gråsæl (Halichoerus grypus). Brugde (Cetorhinus maximus), vågehval (Balaenoptera acutorostrata), delfin (Delphinidae), næbhval og læderhavskildpadde (Dermochelys coriacea) er også blevet registreret. Øerne har mange interessante rekreative dykkersteder på grund af det klare vand, en overflod af liv og undersøiske klipper ned til 60 meter.

## Filmlocation
Slutscenen af Star Wars: The Force Awakens blev optaget på Skellig i juli 2015, med yderligere optagelser der fandt sted i september 2015 til The Last Jedi, den følgende film i serien. Resterne af Skellig Michael-klosteret optræder i filmen, der repræsenterer et gammelt Jedi-tempel.
Tidligere tjente Skellig-øerne som lokation i Werner Herzog- filmen Hjerte af guld (originaltitel Herz aus Glas) fra 1976, hvor øerne er med i en af profetierne af seeren Hias.
Visse scener filmen Byzantium fra 2012 blev også filmet her.

## Galleri
- Store Skellig set fra sydøst
- Skellig Michael
- Sulekoloni på Little Skellig
- Lille Skellig set fra Skellig Michael
- Hytter i bikubestil på Skellig Michael